# 托馬斯·弗朗西斯
托馬斯·弗朗西斯（英語：Tomas Francis；1992年4月27日—）是一位威爾斯橄欖球運動員。他是威爾斯國家橄欖球隊的一員，代表威爾斯參加了2015年世界盃橄欖球賽。